# II – The Final Option
II – The Final Option – album niemieckiej grupy Die Krupps, wydany w 1993 roku. Dwupłytowe wydanie specjalne, zawierające na drugiej płycie wersje demo, pojawiło się na rynku w tym samym roku.

## Lista utworów
| Lista utworów | Lista utworów         | Lista utworów |
| Nr            | Tytuł utworu          | Długość       |
| ------------- | --------------------- | ------------- |
| 1.            | „Crossfire”           | 4:42          |
| 2.            | „Language Of Reality” | 4:07          |
| 3.            | „Bloodsuckers”        | 3:52          |
| 4.            | „Fatherland”          | 4:08          |
| 5.            | „To The Hilt”         | 4:46          |
| 6.            | „Iron Man”            | 4:31          |
| 7.            | „Inside Out”          | 4:20          |
| 8.            | „Paradise Of Sin”     | 4:05          |
| 9.            | „Worst Case Scenario” | 4:18          |
| 10.           | „Shellshocked”        | 3:33          |
| 11.           | „New Temptation”      | 3:57          |
|               |                       | 46:19         |

## Twórcy
- Jürgen Engler – wokal, instrumenty klawiszowe, samplery
- Lee Altus – gitara
- Rüdiger Esch – gitara basowa
- Darren Minter – perkusja
- Ralf Dörper – instrumenty klawiszowe, sample